# Jukka Rautakorpi
Jukka Rautakorpi (né le 17 décembre 1963 à Kauhajoki en Finlande) est un joueur finlandais de hockey sur glace devenu entraîneur professionnel. Il évolue au poste d'attaquant.

## Biographie

### Carrière de joueur
Il évolue dans la II-divisioona, le troisième niveau finlandais de 1987 à 1989.

### Carrière d'entraîneur
En 1994, il est nommé entraîneur du JYP Jyväskylä. La saison suivante, il signe au Tappara. L'équipe remporte la SM-liiga en 2003.

## Trophées et honneurs personnels

### SM-liiga
- 2003 : remporte le Trophée Kalevi-Numminen.

## Statistiques

### En club
| Saison    | Équipe   | Ligue         |    | Saison régulière | Saison régulière | Saison régulière | Saison régulière | Saison régulière |   | Séries éliminatoires | Séries éliminatoires | Séries éliminatoires | Séries éliminatoires | Séries éliminatoires |
| Saison    | Équipe   | Ligue         | PJ | B                | A                | Pts              | Pun              | PJ               | B | A                    | Pts                  | Pun                  |                      |                      |
| 1987-1988 | SHT      | II-divisioona | 28 | 7                | 7                | 14               | 34               | -                | - | -                    | -                    | -                    |                      |                      |
| 1988-1989 | KeuPa HT | II-divisioona | 35 | 16               | 31               | 47               | 66               | -                | - | -                    | -                    | -                    |                      |                      |